# Ari Lennox
Ari Lennox, pseudonimo di Courtney Shanade Salter (Washington, 26 marzo 1991), è una cantante statunitense.

## Biografia
Ari Lennox ha trascorso i suoi primi anni di vita nell'area metropolitana di Washington. Per il suo nome d'arte, è stata ispirata da un personaggio dall'adattamento cinematografico del 1993 del romanzo Il giardino segreto.
Ha iniziato a diffondere la propria musica su Internet nel 2012. Nel luglio 2015 ha partecipato vocalmente ad una traccia di un album del rapper Omen, venendo notata dalla casa discografica di quest'ultimo, la Dreamville Records di J. Cole. A dicembre ha firmato un contratto ed è comparsa in Revenge of the Dreamers II. Il 21 ottobre 2016 ha pubblicato il suo EP di debutto Pho. Tra 2017 e 2018 ha aperto alcuni concerti per lo stesso J. Cole e 6lack.
Il 7 maggio 2019 è stato reso disponibile l'album di debutto Shea Butter Baby, anticipato dal singolo Whipped Cream nel 2018. Nello stesso anno ha eseguito il suo primo tour da headliner, oltre ad aprire i concerti del Cuz I Love You Too Tour di Lizzo. L'album ha ricevuto una nomination ai Grammy Awards oltre a garantirle nomine in altre premiazioni di rilievo come i Soul Train Music Awards e NAACP Image Awards. A febbraio 2020 la cantante è stata inserita nella lista Future 40 di BET. Il 10 settembre 2021 ha pubblicato il singolo Pressure, che è divenuto il suo primo ingresso da solista nella Billboard Hot 100 al 94º posto.
Dopo essere apparsa con due brani nella compilation D-Day: A Gangsta Grillz Mixtape, nell'agosto 2022 ha pubblicato il singolo Hoodie e annunciato l'imminente pubblicazione dell'album Age/Sex/Location. L'album, che include collaborazioni con artisti come Lucky Daye e Summer Walker, è stato pubblicato il 9 settembre 2022.

## Influenze musicali
Tra le sue influenze musicali cita cantanti R&B degli anni 90 e 2000 come Erykah Badu, D'Angelo, Bilal, Whitney Houston, Aaliyah, Lauryn Hill, Amerie, Ciara, SWV, Mary J. Blige, ma anche Minnie Riperton.

## Discografia

### Album in studio
- 2019 − Shea Butter Baby
- 2022 - Age/Sex/Location

### EP
- 2013 − Ariography
- 2016 − Pho
- 2020 − Shea Butter Baby (Remix EP)
- 2022 − Away Message

### Mixtape
- 2012 − Five Finger Discount

### Singoli

#### Come artista principale
- 2016 − Backseat (feat. Cozz)
- 2017 − Night Drive
- 2017 − GOAT
- 2018 − Whipped Cream
- 2019 − Shea Butter Baby (con J. Cole)
- 2019 − Up Late
- 2019 − Got Me (Dreamville con Ari Lennox e Omen feat. Ty Dolla Sign e Dreezy)
- 2019 − BMO
- 2020 − Bussit
- 2020 − Chocolate Pomegranate
- 2021 – Set Him Up (con Queen Naija)
- 2021 – Pressure
- 2022 – Hoodie
- 2022 – Queen Space (con Summer Walker)

#### Come artista ospite
- 2018 − Nothing but the Best (EarthGang feat. Ari Lennox)
- 2020 − Chocolate. (Kiana Ledé feat. Ari Lennox)
- 2020 − Make Me Feel (Skip Marley feat. Ari Lennox e Rick Ross)

## Tournée

### Artista principale
- 2019 – Shea Butter Baby Tour
- 2023 − Age/Sex/Location Tour

### Artista d'apertura
- 2017 – 4 Your Eyez Only Tour (J. Cole)
- 2018 – From East Atlanta With Love Tour (6lack)
- 2019 – Cuz I Love You Too Tour (Lizzo)
- 2023 – Nostalgia Tour (Rod Wave)